# 7644 Cslewis
7644 Cslewis (1988 VR5) là một tiểu hành tinh vành đai chính được phát hiện ngày 4 tháng 11 năm 1988 bởi A. Mrkos ở Klet.